# Erich Meyer
| 9236 Obermair         | 12 marzo 1997     |
| 13682 Pressberger     | 10 agosto 1997    |
| 14057 Manfredstoll    | 15 gennaio 1996   |
| 14977 Bressler        | 26 settembre 1997 |
| 15949 Rhaeticus       | 17 gennaio 1998   |
| 15955 Johannesgmunden | 26 gennaio 1998   |
| 16802 Rainer          | 25 settembre 1997 |
| 24916 Stelzhamer      | 7 marzo 1997      |
| 26355 Grueber         | 23 dicembre 1998  |
| 29427 Oswaldthomas    | 7 marzo 1997      |
| 43955 Fixlmüller      | 6 febbraio 1997   |
| 48681 Zeilinger       | 21 gennaio 1996   |
| 48801 Penninger       | 22 ottobre 1997   |
| 58499 Stüber          | 3 novembre 1996   |
| 85411 Paulflora       | 3 novembre 1996   |
| 96506 Oberösterreich  | 26 luglio 1998    |
| 100417 Philipglass    | 7 marzo 1996      |
| 100485 Russelldavies  | 3 novembre 1996   |
| 130078 Taschner       | 26 novembre 1999  |
| 137632 Ramsauer       | 26 novembre 1999  |

Erich Meyer (1951) è un astronomo austriaco.
Il Minor Planet Center gli accredita la scoperta di ventuno asteroidi, effettuate tra il 1996 e il 1999, di cui otto in cooperazione con altri astronomi. Tutte le scoperte sono avvenute dall'Osservatorio privato Meyer/Obermair che gestisce in collaborazione con Erwin Obermair a Davidschlag in Austria.
Gli è stato dedicato l'asteroide 7940 Erichmeyer.